# Odontanthias unimaculatus
Odontanthias unimaculatus là một loài cá biển thuộc chi Odontanthias trong họ Cá mú. Loài này được mô tả lần đầu tiên vào năm 1917.

## Từ nguyên
Từ định danh unimaculatus được ghép bởi hai âm tiết trong tiếng Latinh: tiền tố uni ("một") và maculatus ("có đốm"), hàm ý không rõ, khả năng là đề cập đến đốm đen trên chóp màng gai vây lưng thứ ba ở loài cá này.

## Phân bố
O. unimaculatus được ghi nhận ở phía nam Nhật Bản (bao gồm quần đảo Ryukyu và quần đảo Ogasawara), đảo Đài Loan, Philippines (ngoài khơi đảo Mindoro và Panay), và Indonesia (ngoài khơi Bắc Sulawesi).

## Mô tả
Chiều dài chuẩn (SL: standard length) lớn nhất được ghi nhận ở O. unimaculatus là 20 cm. Cơ thể có màu hồng ở phần lưng, chuyển dần sang màu hồng nhạt ở phần bụng (đầu tương tự). Thân trên có đốm trắng sáng trên mỗi vảy cá, thân dưới đốm vảy màu đỏ nhạt. Đầu có dải vàng từ khoảng giữa ổ mắt ngược lên phía trước gốc vây lưng, dải vàng thứ hai từ môi trên, băng qua dưới ổ mắt đến gai lớn nhất ở nắp mang. Vạch vàng tươi ở gốc vây ngực. Phần gai của vây lưng màu hồng nhạt, trừ phần trên có màu vàng nhạt từ phần đầu tiên đến phần trước của tia vây lưng, phần vây mềm màu hồng nhạt. Vây ngực, vây bụng, vây hậu môn màu hồng nhạt. Vây đuôi màu hồng, mỗi thùy có dải vàng.
Số gai ở vây lưng: 10; Số tia ở vây lưng: 14; Số gai ở vây hậu môn: 3; Số tia ở vây hậu môn: 7; Số gai ở vây bụng: 1; Số tia ở vây bụng: 5; Số tia ở vây ngực: 18; Số vảy đường bên: 36–37.

## Thương mại
Do được đánh bắt ở vùng nước sâu (khoảng hơn 100 m) nên một cá thể O. unimaculatus phải được theo dõi tình trạng trong 6 tháng trước khi được xem là đủ tiêu chuẩn sức khỏe để xuất khẩu từ Đài Loan vào Hoa Kỳ. Loài này đang được nuôi ở môi trường nước 22°C, trong bể cá thủy tinh tối màu để giảm thiểu việc sốc nhiệt lẫn ánh sáng cho nó. Toàn bộ khiến cho cá thể O. unimaculatus này trở thành loài nhập khẩu cực kỳ hiếm và có mức giá gần 10.000 USD (khoảng hơn 240 triệu VNĐ).